# Sharp on All 4 Corners: Corner 1
Sharp on All 4 Corners: Corner 1 — двадцять перший студійний альбом американського репера E-40, що вийшов 9 грудня 2014 р. на лейблі Heavy on the Grind Entertainment водночас з Sharp on All 4 Corners: Corner 2 та делюкс-виданням Sharp on All 4 Corners, куди потрапили обидва релізи. Виконавець спершу мав намір випустити 4 платівки серії в один день, 15 липня 2014, та зрештою змінив плани.
Альбом дебютував на 61-ій сходинці Billboard 200 з результатом у 11 770 копій, проданих за перший тиждень у США.

## Сингли
6 серпня 2014 видали окремок «Red Cup», 31 жовтня — «Choices (Yup)». 9 жовтня відбулась прем'єра відеокліпу «Red Cup».

## Список пісень
| #   | Назва                                                  | Продюсер(и)   | Тривалість |
| --- | ------------------------------------------------------ | ------------- | ---------- |
| 1.  | «Programmin»                                           | Sam Bostic    | 3:04       |
| 2.  | «Can't Fuck with Me»                                   | Tone Bone     | 3:13       |
| 3.  | «Money Sack» (з участю Lil Boosie)                     | Mike Free     | 3:23       |
| 4.  | «Red Cup» (з участю T-Pain, Kid Ink та B.o.B)          | Kristo        | 4:11       |
| 5.  | «Knockin' at the Light»                                | Rick Rock     | 3:14       |
| 6.  | «Choices (Yup)»                                        | Poly Boy      | 4:32       |
| 7.  | «Three Jobs»                                           | Mike Free     | 3:31       |
| 8.  | «Paint the Picture» (з участю Turf Talk та Cousin Fik) | Decadez       | 3:45       |
| 9.  | «Straight Mobbin'» (з участю Ezale та Vell)            | Stunna June   | 3:16       |
| 10. | «2 Fingers» (з участю Adrian Marcel)                   | Tha Bizness   | 5:10       |
| 11. | «Playa» (з участю V.T.)                                | VT            | 3:51       |
| 12. | «707» (з участю Willie Joe та Nef the Pharoah)         | Decadez       | 4:36       |
| 13. | «Same Since '88» (з участю Too Short та B-Legit)       | Ted Digital   | 3:59       |
| 14. | «Family» (з участю Otis & Shug)                        | Clinton Sands | 5:02       |

## Чартові позиції
| Чарт (2014)               | Найвища позиція |
| ------------------------- | --------------- |
| США                       | 61              |
| US Independent Albums     | 7               |
| US Rap Albums             | 4               |
| US Top R&B/Hip-Hop Albums | 8               |